# Centre Albert
Das Centre Albert (niederländisch Albertcentrum, deutsch Albert-Zentrum) ist ein Hochhaus in der belgischen Stadt Charleroi.
Das im Jahr 1966 fertiggestellte Gebäude hat eine Höhe von 82 Metern, die sich auf 25 Etagen verteilen, somit was es eines der ersten Hochhäuser der Nation die eine Höhe von 80 Meten überschritten. Es ist das höchste Gebäude der Stadt und das höchste Hochhaus der Provinz Hennegau, nur die Notre-Dame de Tournai übertrifft die Höhe des Centre Albert um genau einen Meter. Des Weiteren zählt es zu den höchsten Gebäuden in Belgien.
Die Bevölkerung der Stadt stand dem Gebäude lange kritisch gegenüber, jedoch konnte es im Laufe der Zeit und nach einer grundlegenden Renovation im Jahre 2005 wieder Punkte gut machen.